# Osomatsu-kun: Hachamecha gekijō
Osomatsu-kun: Hachamecha Gekijō (おそ松くん はちゃめちゃ劇場?) è un videogioco a piattaforme del 1988 per Sega Mega Drive. Basato sul manga Osomatsu-kun di Fujio Akatsuka, è uno dei primi titoli distribuiti in Giappone per la console SEGA che non costituiva un sequel o una conversione di un videogioco arcade.
Il gioco è stato recensito negativamente dalle riviste dell'epoca, fino ad essere descritto come uno dei peggiori titoli per il Mega Drive.